# Kuok Leong Wong
Kuok Leong Wong (Macao, 31 luglio 1983) è un calciatore macaense, di ruolo centrocampista.